# Leni von Bonin

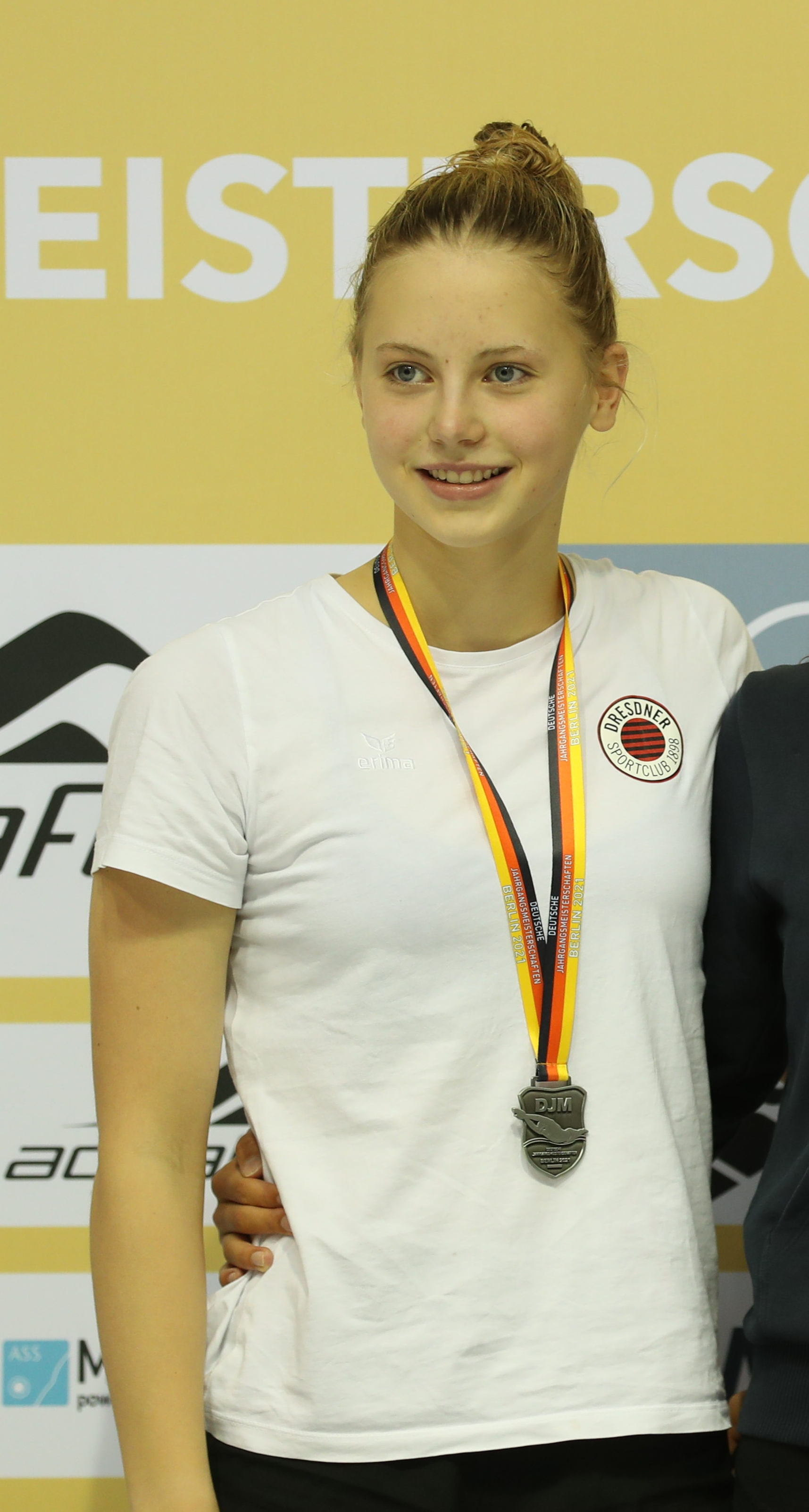
Leni von Bonin bei den Deutschen Jahrgangsmeisterschaften 2021

Leni von Bonin (* 1. März 2007) ist eine deutsche Schwimmerin, die vorwiegend im Schmetterling- und Lagenschwimmen erfolgreich ist.

## Sportlicher Werdegang
Leni von Bonin startet für den Dresdner SC. Sie besuchte ab 2017 das Sportgymnasium Dresden und trainierte am Landesstützpunkt Schwimmen Dresden. Im August 2024 wechselte sie nach Leipzig, um ihr Abitur neben dem Leistungssport in dreizehn statt zwölf Jahren ablegen zu können. Dort trainiert sie gemeinsam mit der SSG Leipzig.
Von Bonin nahm mehrmals an Europäischen Jugendschwimmmeisterschaften teil. Bei den Deutschen Kurzbahnmeisterschaften 2024 in Wuppertal erreichte sie über 200 m Schmetterling den zweiten Platz hinter Alina Baievych. Im folgenden Jahr wurde sie über die gleiche Strecke Deutsche Meisterin auf der Langbahn, nachdem sie die Titelverteidigerin Baievych im Finale um acht Hundertstelsekunden geschlagen hatte. Für die Schwimmabteilung des Dresdner SC war dies der erste deutsche Meistertitel seit dem Sieg Sebastian Halgaschs über 50 m Rücken bei der Kurzbahn-DM 1997.